# Comuna Velîki Zahaiți, Șumsk
Velîki Zahaiți (în ucraineană Великі Загайці) este o comună în raionul Șumsk, regiunea Ternopil, Ucraina, formată din satele Mali Zahaiți, Turî și Velîki Zahaiți (reședința).

## Demografie
Componența lingvistică a comunei Velîki Zahaiți
     Ucraineană (98,31%)
     Rusă (1,56%)
     Alte limbi (0,13%)
Conform recensământului din 2001, majoritatea populației comunei Velîki Zahaiți era vorbitoare de ucraineană (98,31%), existând în minoritate și vorbitori de rusă (1,56%).